# Акмечетские Ставки
Акмечетские Ставки (укр. Акмечетські Ставки) — село в Доманёвском районе Николаевской области Украины.
Основано в 1900 году. Население по переписи 2001 года составляло 363 человек. Почтовый индекс — 56445. Телефонный код — 5152. Занимает площадь 0,695 км².

## Местный совет
56445, Николаевская обл., Доманёвский р-н, с. Акмечетские Ставки, ул. Центральная, 7